# Battaglia di Kanagawa
La battaglia di Kanagawa avvenne durante il Periodo Sengoku in Giappone.
Dopo l'improvvisa morte di Oda Nobunaga, il clan Hōjō approfittò della situazione per lanciare un attacco contro un anziano servitore Oda, Takigawa Kazumasu, che aveva ricevuto quei territori dopo la morte di Takeda Katsuyori nello stesso anno. Nel confine tra le province di Kozuke e Musashi, Kazumasu si trovò faccia a faccia con le armate Hōjō a Kanegawa. Kazumasu aveva 18 000 soldati mentre gli Hōjō 55 000 circa. Dopo la sconfitta, Kazumasu si ritirò a Nagashima.